# Kis-My-Ft2
Kis-My-Ft2 (キスマイフットツー?, Kisu Mai Futto Tsū, "Kiss My Foot Two") è una boy band giapponese formata da sei membri dell'agenzia Starto Entertainment (in precedenza apparteneva all'Johnny & Associates). Il nome del gruppo proviene da quello dei suoi membri: Hiromitsu Kitayama, Kento Senga, Toshiya Miyata, Wataru Yokō, Taisuke Fujigaya, Yūta Tamamori e Takashi Nikaidō (ni in giapponese corrisponde al numero 2). Il gruppo è stato una delle unità di apprendisti (chiamati Johnny's Jr.) sino al debutto avvenuto il 10 agosto 2011. Il primo singolo del gruppo Everybody Go! è riuscito ad arrivare alla vetta della classifica dei singoli più venduti in Giappone., ottenendo il disco di platino dalla RIAJ. Nell'agosto 2023, Hiromitsu Kitayama ha lasciato il gruppo, che ora è composto da sei membri, escluso Kitayama.

## Formazione
- Senga Kento
- Miyata Toshiya
- Yokō Wataru
- Fujigaya Taisuke
- Tamamori Yūta
- Nikaidō Takashi

### Ex membri
- Kyōhei Iida
- Kitayama Hiromitsu

## Discografia

### Singoli
2011
- 1° Everybody Go (10 agosto)
- 2° We Never Give Up! (14 dicembre)

2012
- 3° She! Her! Her! 21 marzo
- 4° Wanna Beeee!!! / Shake It Up 15 agosto
- 5° Ai no Beat 14 nov

2013
- 6° My Resistance (Something that can't be helped)/Fate Girl 13 feb
- 7° Kiss U Mai (Kiss your mind)/Sos (Smile on smile) 27 mar
- 8° A Miracle with You 14 agosto
- 9° Snow Dome no Yakusoku / Luv Sick 13 nov

2014
- 10° Light Signal 5 mar
- 11° Another Future 13 ago
- 12° Thank You! 24 dic

2015
- 13° Kiss Spirits 25 marzo
- 14° AAO 14 ott
- 15° In the end it's you 11 nov

2016
- 16° Gravity 16 marzo
- 17° Sha la la Summer Time 24 agosto

2017
- 18° Inter 1 marzo
- 19° Pick It Up 7 giugno
- 20° Red fruits 29 novembre

2018
- Speciale You & Me 25 aprile
- 21° Love 11 luglio
- 22° You, me. 3 ottobre

2019
- 23° I love you 6 febbraio
- 24° Hands Up 10 luglio
- 25° Edge of Days 13 novembre

2020
- 26° Endless Summer 16 settembre

2021
- 27° Luv Bias 24 febbraio
- 28° Fear/So Blue 15 settembre

2022
- 29° Two as One 17 agosto
- 30° Omoibana 14 dicembre

2023
- Speciale Tomoni 3 agosto

2024
- 31° Heartbreaker / C'monova 3 gennaio

### Album
- 2012-03-28 - Kis-My-1st (1°)
- 2013-03-27 - Good Ikuze! (2°)
- 2014-07-02 - Kis-My-Journey (3°)
- 2015-07-01 - Kis-My-World (4°)
- 2016-06-22 - I Scream (5°)
- 2017-05-03 - Music Colosseum (6°)
- 2018-04-23 - Yummy!! (7°)
- 2019-04-24 - Free Hugs! (8°)
- 2020-03-25 - To-y2 (9°)
- 2024-05-08 - Synopsis (10°)

### Best Album
- 2014-03-26 - HIT! HIT! HIT! ~Kis-My Selection 2014~ (1°) [Normal + Limited Type 1 + Limited Type 2]
- 2021-08-10 - Best of Kis-My-Ft2

### Dvd e Blu-Ray
- 2011-10-26 - Kis-My-Ftni Aeru de Show vol.3
- 2011-10-26 - Kis-My-Ft2 Debut Tour 2011 Everybody Go
- 2011-10-26 - Kis-My-Ftni Aeru de Show vol.3 / Kis-My-Ft2 Debut Tour 2011 Everybody Go [Solo Limited]
- 2012-06-20 - Kis-My-Mint Tour at Tokyo Dome 2012.4.8 [Normal + Limited]
- 2013-03-27 - YOSHIO -NEW MEMBER- [Normal + Limited]
- 2014-01-29 - SNOW DOME no Yakusoku IN TOKYO DOME 2013.11.16 [Normal + Limited]
- 2015-01-07 - Kis-My-Ft ni Aeru de Show at Yoyogi National Gymnasium 2011.2.12 [Solo Blu-Ray]
- 2015-01-07 - Kis-My-Ft2 Debut Tour 2011 Everybody Go at Yokohama Arena 2011.7.31 [Solo Blu-Ray]
- 2015-01-07 - Kis-My-MiNT Tour at Tokyo Dome 2012.4.8  [Solo Blu-Ray]
- 2015-01-07 - SNOW DOME no Yakusoku IN TOKYO DOME 2013.11.16 [Solo Blu-Ray]
- 2015-02-04 - 2014 Concert Tour Kis-My-Journey [DVD Normal + Limited + Blu-Ray]
- 2016-01-20 - 2015 CONCERT TOUR KIS-MY-WORLD [DVD Normal + Limited + Blu-Ray]